# Donato Etna
Pour les articles homonymes, voir Etna (homonymie).
Donato Etna (Mondovì, 15 juin 1858 - Turin, 11 décembre 1938) était un général et homme politique italien, commissaire à la municipalité de Turin de 1925 à 1926 et sénateur du royaume d'Italie à partir de 1933 jusqu'à sa mort.

## Biographie
Il est né à Mondovì de parents inconnus (une note dactylographiée, conservée dans le dossier biographique des Archives historiques de l'état-major de l'armée, le définit comme le fils naturel du roi Victor Emmanuel II et, selon le site web Genealogie delle Famiglie Nobili Italiane (Généalogies des familles nobles italiennes) d'une institutrice inconnue de Frabosa, comme le seul des enfants naturels à ne pas porter le nom de Guerriero/i), avec sa demi-sœur Vittoria De Domenicis.
Il s'engage dans le Regio Esercito (armée royale) et, en 1879, il rejoint le nouveau corps des Alpini, auquel il consacrera toute sa vie. En 1885, il s'est distingué en portant secours aux habitants de la haute val de Suse, frappés par une chute de neige catastrophique atteignant jusqu'à 5 mètres de hauteur. Avec le président de la section milanaise du Club alpin italien (Club Alpino Italiano - CAI), Luigi Brioschi, il est l'un des pères de l'actuel uniforme gris-vert de l'armée italienne, qui a remplacé en 1908 l'ancien uniforme bleu, trop voyant.
En 1898, il participe à la campagne d'Afrique ; en 1911-1912, à la guerre italo-turque.

### Première Guerre mondiale
Lorsque l'Italie entre dans la Première Guerre mondiale en 1915, il se fait remarquer par la conquête du Mont Krn, attirant l'attention de Luigi Cadorna. En 1916, il est affecté à la défense de la vallée de Valsugana contre l'offensive imminente du général autrichien Franz Conrad von Hötzendorf : son secteur est celui qui résiste le mieux à cet impact.
Toujours en 1916, après la prise du Monte Cauriol, il dirige les travaux pour la construction de la première route du Grappa, qui relie Bassano au mont Asolone. Il a également participé à la tentative infructueuse d'ouvrir une brèche dans les environs de Carzano, également connue sous le nom de rêve de Carzano (Sogno di Carzano), pour tenter de déborder les lignes ennemies : l'échec a permis aux troupes autrichiennes de gagner du temps et de concentrer leurs troupes sur les rives de l'Isonzo et est donc considéré comme l'une des prémisses du désastre ultérieur de Caporetto.

### Nominations institutionnelles
Il est décoré de la croix de guerre et, en 1923, il est nommé général de corps d'armée (generale di corpo d'armata). Avec l'avènement du fascisme, il est nommé régent de la préfecture d'Alessandria. Par décret du préfet royal n° 639 du 6 mai 1924, il est nommé commissaire préfectoral de Padoue, poste qu'il occupe jusqu'en décembre. Parmi ses premiers actes figure la disposition du 5 juin 1924 par laquelle il confère à Benito Mussolini la citoyenneté d'honneur de la ville de Padoue. En 1925, il devient commissaire de la municipalité de Turin et, enfin, en 1933, sénateur du royaume d'Italie. De 1934 à 1938, il est membre suppléant de la commission d'accusation de la Haute Cour de justice.
De 1928 à 1930, il est président de la section Association nationale des Alpini (Associazione Nazionale Alpini - ANA) de Turin.
Il est mort à Turin le 11 décembre 1938. Sa dépouille repose dans le cimetière de Turin-Sassi.

### Carrières politiques et administratifs
- Commissaire préfectoral de Turin (26 juin 1925-24 décembre 1926)
- Responsable de la préfecture d'Alessandria (1er février-16 juillet 1923)

### Commissions sénatoriales
- Membre suppléant de la commission d'accusation de la Haute Cour de justice (1er mai 1934-11 décembre 1938)

## Distinctions honorifiques
- Commandeur de l'ordre militaire de Savoie - 28 décembre 1916[2]

- Croix du Mérite de guerre (2 fois)
- Chevalier grand-croix décoré du grand cordon de l'ordre de la Couronne d'Italie
- Chevalier grand-croix décoré du grand cordon de l'ordre des Saints-Maurice-et-Lazare - décret royal du 4 juin 1938[3].

- Médaille d'argent de la valeur militaire

- Commandant du Corps d'Armée, avec de fréquentes missions de reconnaissance jusqu'aux lignes de front dans l'imminence de l'action, avec une intervention personnelle pendant la longue et âpre lutte livrée sur les positions entre le Monte Grappa et le Piave, il a préparé avec tout le soin nécessaire les détails de la bataille et en a guidé le cours dans ses différentes phases, faisant preuve de splendides qualités de calme, de sang froid et de mépris du danger, vertus admirables d'un chef et d'un soldat, contribuant avec intelligence et audace à notre glorieuse victoire finale. Monti del Grappa - Conca di Alano-Quero, 24-31 octobre 12 novembre 1918
- Croix d'or pour ancienneté de service (40 ans)
- Médaille commémorative des campagnes d'Afrique
- Médaille commémorative de la guerre italo-turque 1911-1912
- Médaille commémorative de la guerre italo-autrichienne 1915-1918 (4 ans de campagne)
- Médaille commémorative de l'Unité italienne
- Médaille italienne de la Victoire interalliée